# Гутник (місячний кратер)
47°46′ пд. ш. 94°02′ зх. д. / 47.76° пд. ш. 94.04° зх. д.
Кратер Гутник (лат. Guthnick) — невеликий, порівняно молодий, ударний кратер у південній півкулі зворотного боку Місяця. Названо на честь німецького астронома Пауля Гутника (1879 −1947). Міжнародний астрономічний союз затвердив назву 1970 року. Утворення кратера належить до коперниківського періоду.

## Опис кратера

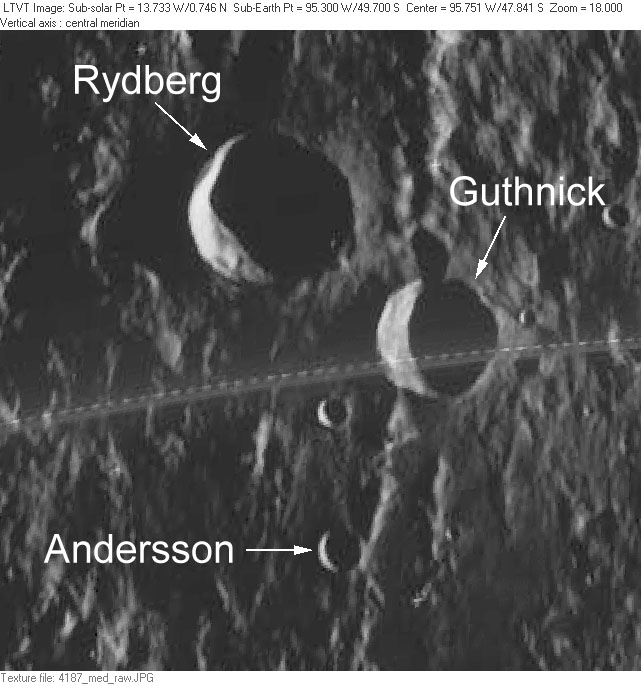
Околиці кратера Гутник. Знімок Lunar Orbiter-IV

Кратер, розташований у південній частині величезного викиду порід, що оточує Східне Море. Найближчі сусіди кратера — кратер Рідберг на північному заході, кратер Каталан на сході-північному сході та кратер Андерссон на півдні-південному заході. На півночі від кратера розташовані гори Кордильєри. Селенографічні координати центра кратера: 47°46′ пд. ш. 94°02′ зх. д. / 47.76° пд. ш. 94.04° зх. д., діаметр 37 км, глибина 2,1 км.
Кратер має полігональну форму, мало зруйнований. Його вал з гострим краєм, висота валу над навколишньою місцевістю становить 990 м. Внутрішній схил широкий, до половини радіуса кратера, із значними осипами біля підніжжя. Дно чаші кратера відносно нерівне, з безліччю невеликих пагорбів. Об'єм кратера становить приблизно 940 км.
Попри розташування на зворотному боці Місяця, за сприятливої лібрації та хорошого освітлення кратер доступний для спостереження із Землі.

## Сателітні кратери
Немає.